# 非哲学
非哲学 (フランス語: non-philosophie）は、フランスの大陸哲学者フランソワ・ラリュエル（元国際哲学コレージュおよびパリ第十大学：ナンテール）が展開した概念である。

## ラリュエルによる非哲学
ラリュエルは、（古代哲学から分析哲学、脱構築などに至る）あらゆる形態の哲学は、ある先行する決定を中心に構造化されているが、この決定に対して構成的に盲目のままであると主張する。ラリュエルがここで念頭に置いている「決定」は、世界を哲学的に把握するためになされる世界の弁証法的分割である。哲学史からの例として、イマヌエル・カントによる多様な感覚的印象の総合／悟性の能力の区分、マルティン・ハイデガーによる存在的／存在論的の区分、そしてジャック・デリダによる差延／現前の区分が挙げられる。ラリュエルがこの決定を興味深い問題だと考える理由は、決定それ自体はそれ以上の切断を導入しなければ（哲学的に）把握することができないからである。
ラリュエルはさらに、哲学の決定的構造は非哲学的にしか把握できないと主張している。この意味で、非哲学は哲学についての科学である。しかし、非哲学はメタ哲学ではない。というのも、ラリュエル研究者のレイ・ブラシエが述べているように、「哲学は既にその構成的な再帰性を通してメタ哲学的」だからである。ブラシエはまた、非哲学を「超越論的な公理を経て進行し、哲学的に解釈不可能な定理を生み出す哲学の理論的実践」と定義している。非哲学の公理と定理が哲学的に解釈不可能である理由は、先に説明したように、非哲学のようには哲学はその決定的構造を把握することができないからである。
ラリュエルの非哲学と哲学との関係は、非ユークリッド幾何学とユークリッドの仕事と類比的に捉えられるべきである、と彼は主張している。それは特にアラン・バディウのようなジャック・ラカンの哲学的相続者と対立している。

## 主体の役割
哲学の決定的構造は、非哲学の主体によって把握される。ラリュエルのここでの「主体（the subject）」の概念は主題（subject-matter）と同じではなく、伝統的な哲学的概念である主観性（subjectivity）とも何の関係もない。代わりに、それは数学における関数と同じ意味での関数である。
遂行性（performativity）の概念（言語行為理論に由来する）は、非哲学における主体概念にとって中心的である。ラリュエルは、哲学と非哲学の両者は遂行的であると考えている。しかし、哲学は、すでに述べたように、それが完全に把握することができない決定的構造を単に遂行的に正当化するだけであり、（哲学に現前する）理論と行為の区別を崩壊させる非哲学とは対照的である。この意味において、非哲学は根源的に遂行的である。なぜなら、その方法に従って展開された定理は本格的な科学的行為を構成するからである。非哲学は、したがって、厳密な学問分野として理解される。

## 根源的内在
非哲学の主体の有する根源的に遂行的な性格は、根源的内在の概念がなければ意味をもたない。内在をめぐる哲学的教説は、一般に、世界と他の何らかの原理または力（創造主たる神など）との間の超越的な分離に抵抗するあらゆる哲学的信念または議論として定義される。ラリュエルによれば、哲学の決定的な特徴によって、内在は不可能にされる。というのも、理解不能な分裂が常にその中で起こるからである。対照的に、非哲学は、非哲学の主体によって際限なく概念化できるものとして、内在を公理的に展開する。これこそラリュエルが「根源的内在（radical immanence）」という概念によって意味するものである。非哲学における主体の実際の仕事は、哲学に見られる根源的内在に対する決定的な抵抗に対して、その方法を適用することである。

## 無哲学
『非哲学の新たな提示（A New Presentation of Non-Philosophy）』（2004年）において、フランソワ・ラリュエルは次のように述べている。
私は非哲学者をいくつかの異なる方法で見ている。私は彼らを、必然的に、大学の科目のように、世界で生きていく上で必要とされる存在としてとらえているが、とりわけ3つの基本的な人間のタイプに関連していると考えている。彼らは分析家と政治的過激派に関係しているが、それは非哲学が精神分析とマルクス主義に近いからである。非哲学は哲学の実例を変容させることによって主体を変容させる。しかし、彼らはまた私が「唯心主義者（the spiritual）」タイプと呼ぶものとも関連している。ここで、「心霊主義者（スピリチュアリスト）」と混同しないことが不可欠である。唯心主義者は心霊主義者ではない。彼らは哲学と国家の力という、秩序と協調の名のもとで結束する二者にとっての、強力な破壊者である。唯心主義者は、哲学、グノーシス主義、神秘主義、さらには制度的宗教や政治の縁にも取り憑いている。唯心主義者は単なる抽象的かつ静寂主義的な神秘主義者ではない。彼らは世界のために存在する。静寂主義的学問が十分でない理由はここにある。というのも、人間はそれを決定する前提として世界に関係しているからである。したがって、非哲学はグノーシス主義とサイエンスフィクションにも関連している。非哲学はこれらの分野の基本的な問い、哲学にとっては全く主な関心事ではない問いに答える。例えば、「人類は救われるべきか？」「どのようにして？」等。そしてそれはまた、ミュンツァーや異端を免れたある種の神秘主義者のような唯心主義的革命家にも近い。すべてが言われ為されたとき、非哲学は実効的なユートピアの機会に他ならないのだろうか？
無哲学（sans-philosophie）の初期メンバーあるいは共感者には、2005年にL’Harmattanによって出版された論集に寄稿した下記の人物が含まれる。

- フランソワ・ラリュエル（François Laruelle）
- ジェイソン・バーカー（Jason Barker）
- レイ・ブラシエ（Ray Brassier）
- ローラン・カラ（Laurent Carraz）
- ユーグ・ショプラン（Hugues Choplin）
- ジャック・コレット（Jacques Colette）
- ナタリー・ドゥプラ（Nathalie Depraz）
- オリヴァー・フェルサム（Oliver Feltham）
- ジル・グレレ（Gilles Grelet）
- ジャン＝ピエール・フェイ（Jean-Pierre Faye）
- ジルベール・オトワ（Gilbert Hottois）
- ジャン=リュック・ランノウ（Jean-Luc Rannou）[4]
- ピエール・A・リファール（Pierre A. Riffard）
- サンドリーヌ・ルー（Sandrine Roux）
- ヨルダンチョ・セクロフスキ（Jordanco Sekulovski）

後に、次の人物が多くの翻訳と新規紹介を行った。

- ジョン・Ó・マオイレアルカ（マラーキー）（John Ó Maoilearca (Mullarkey)）
- アンソニー・ポール・スミス（Anthony Paul Smith）
- ロッコ・ガングル（Rocco Gangle）
- カテリナ・コロゾヴァ（Katerina Kolozova）
- アレクサンダー・ギャロウェイ（Alexander Galloway）

## 先駆者
アダム・カール・アウグスト・フォン・エッシェンマイヤー（Adam Karl August von Eschenmayer）も、非哲学と呼ばれる哲学へのアプローチを展開した。
彼はそれを一種の神秘的な照明と定義し、それによって単なる知的努力では到達することができない神に対する信仰が得られるとした。彼は神秘主義へのこの傾向を自身が行っていた物理学の研究に持ち込み、それに導かれ動物磁気の現象に深い関心を持つようになった。彼は最終的には悪魔的で霊的な憑依を深く信じるようになった。そして彼の後期著作はすべて超自然主義的傾向を強く帯びている。
ラリュエルは、エッシェンマイヤーの教説を「哲学とその体系的な側面との間の、情熱、信仰、および感情の名の下での破れ」と見なしている。

## 参照
- へノロジー
- 非二元論
- フェリックス・ラヴェッソン：ラリュエルは1971年にラヴェッソンについての著作を書いている。

## 関連文献
- Brassier, Ray, 'Axiomatic Heresy: The Non-Philosophy of Francois Laruelle', Radical Philosophy 121, Sep/Oct 2003.
- Brassier, Ray, Nihil Unbound. Enlightenment and Extinction. Edinburgh University Press, 2007.
- Galloway, Alexander, Laruelle: Against the Digital. University of Minnesota Press, 2014.
- Gangle, Rocco. François Laruelle’s Philosophies of Difference: A Critical Introduction and Guide. Edinburgh: Edinburgh University Press, 2013.
- James, Ian. The New French Philosophy. Cambridge: Polity, 2012.
- Kolozova, Katerina. Cut of the Real: Subjectivity in Poststructuralist Philosophy.  Columbia University Press, 2014.
- Kolozova, Katerina. The Lived Revolution: Solidarity with the Body in Pain as the New Political Universal. Evro-Balkan Press, 2010.
- Laruelle, François, 'A Summary of Non-Philosophy' in Pli: The Warwick Journal of Philosophy. Vol. 8. Philosophies of Nature, 1999.
- Laruelle, François , 'Identity and Event' in Pli: The Warwick Journal of Philosophy. Vol. 9. Parallel Processes, 2000.
- Mullarkey, John. Post-Continental Philosophy: An Outline. Continuum Press, 2006.
- Mullarkey, John, and Anthony Paul Smith, eds. Laruelle and Non-Philosophy. Edinburgh: Edinburgh University Press, 2012.
- Ó Maoilearca, John, All Thoughts are Equal: Laruelle and Nonhuman Philosophy, University of Minnesota Press, 2015.
- Smith, Anthony Paul. Francois Laruelle's Principles of Non Philosophy: A Critical Introduction and Guide. Edinburgh University Press, 2015.
- Smith, Anthony Paul. Laruelle: A Stranger Thought. Polity Press, 2016.